# Sữa lá to
Sữa lá to hay mớp lá to (danh pháp khoa học: Alstonia macrophylla) là một loài thực vật thuộc họ Apocynaceae. Loài này có ở Indonesia, Malaysia, Philippines, Sri Lanka, Thái Lan, và Việt Nam. 

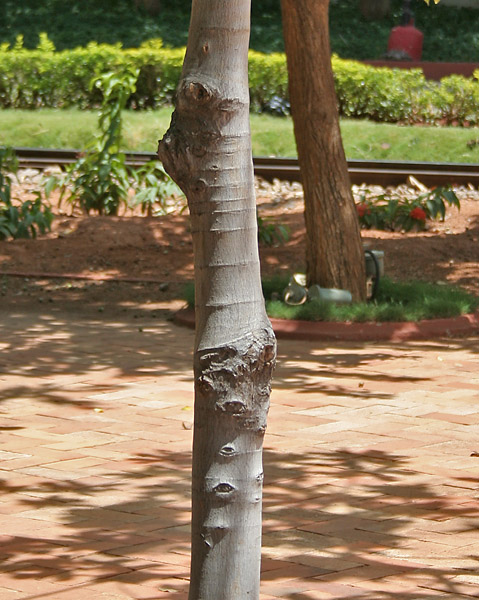
Thân cây, Hyderabad, Ấn Độ.
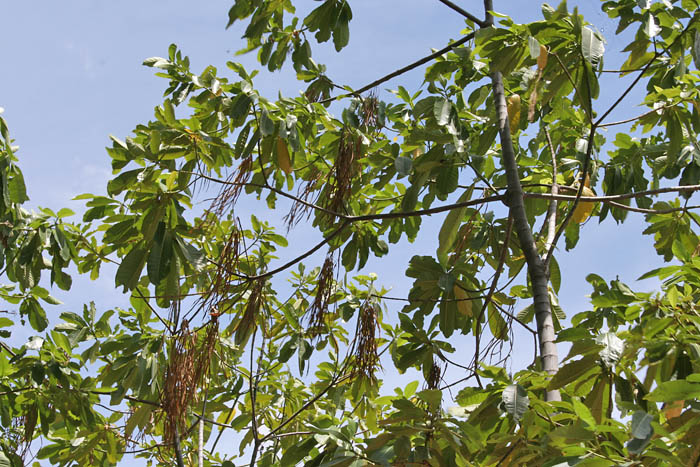
Cây có quả, Hyderabad, Ấn Độ.
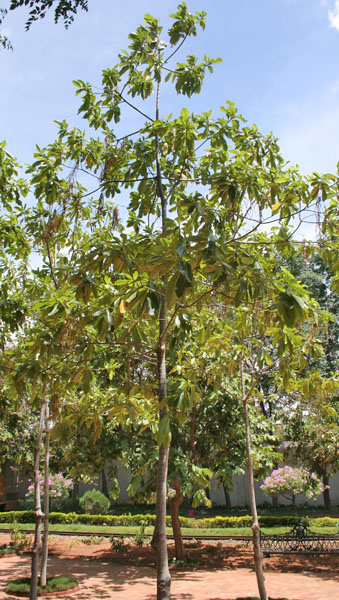
Cây tại Hyderabad, Ấn Độ.
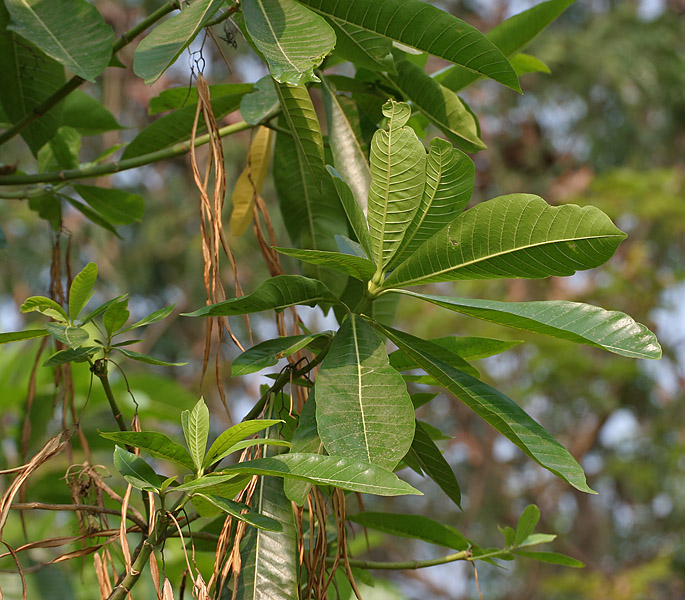
Lá, Hyderabad, Ấn Độ.
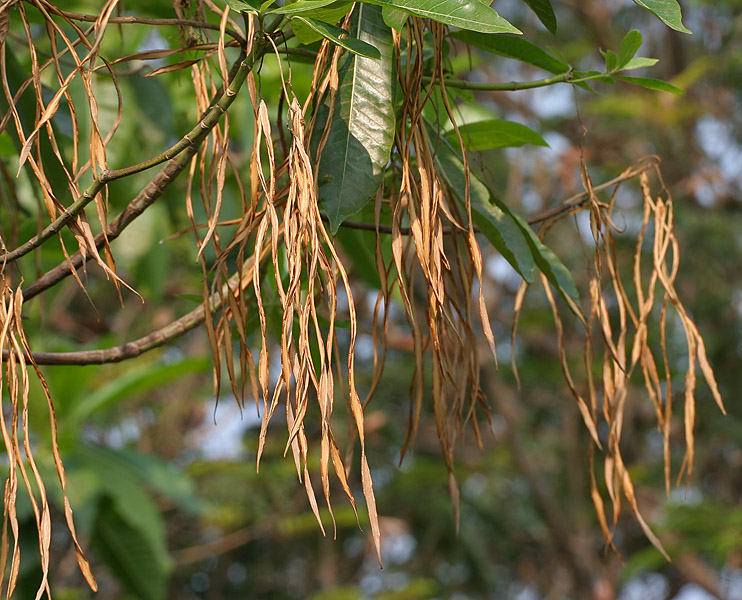
Quả tại Hyderabad, Ấn Độ.
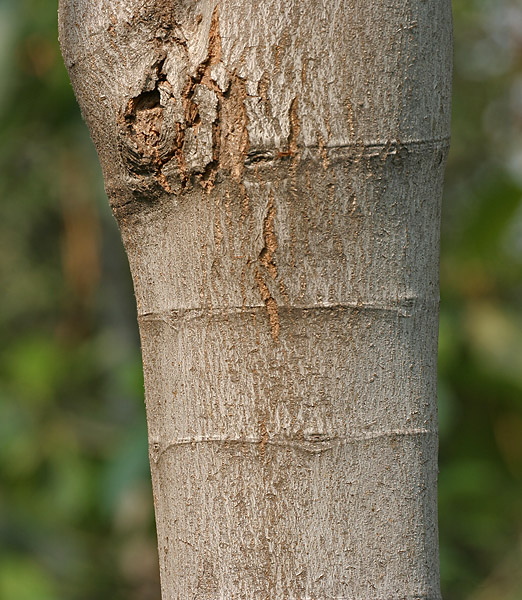
Thân cây, Hyderabad, Ấn Độ.
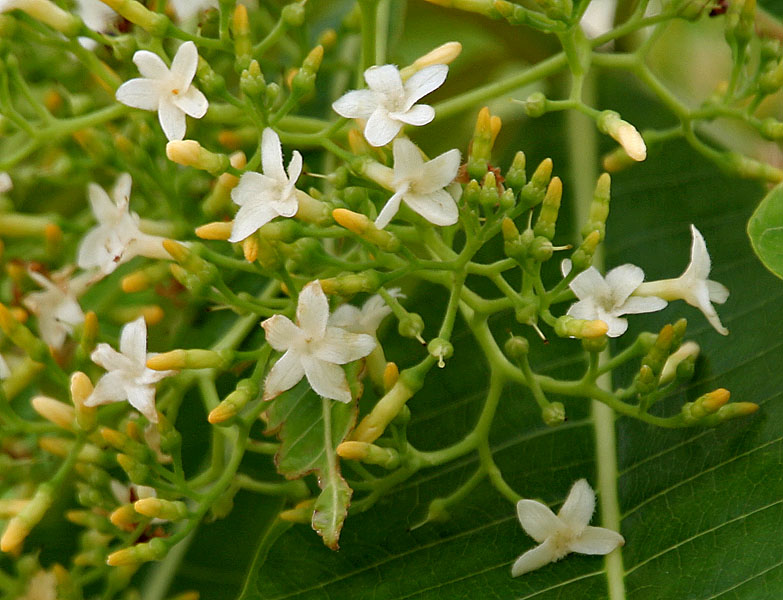
Hoa, Hyderabad, Ấn Độ.
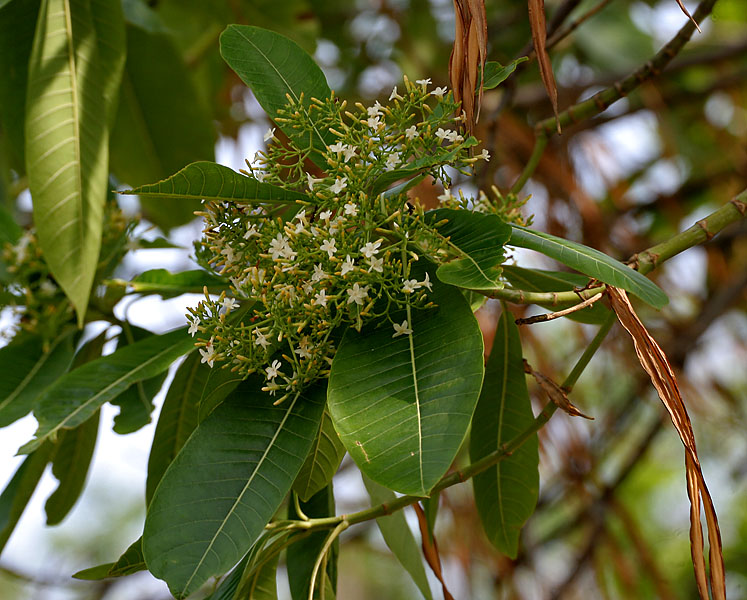
Hoa, Hyderabad, Ấn Độ.